# Rex Van de Kamp
Il dottor Rex Van de Kamp è un personaggio della serie televisiva Desperate Housewives, interpretato dall'attore Steven Culp.
Steven Culp era la prima scelta di Marc Cherry, il creatore della serie Desperate Housewives, per il ruolo di Rex. Culp era però impossibilitato per altri impegni, quindi Cherry ingaggiò l'attore Michael Reilly Burke: Burke non ebbe un responso positivo dal pubblico selezionato per testare la serie prima della messa in onda, perciò Cherry provò di nuovo a chiedere a Culp; questi, nel frattempo, si era liberato, e poté così prendere il ruolo di Rex Van de Kamp.
Rex e Bree Van de Kamp prendono il nome dai vanitosissimi e odiosi personaggi di due precedenti sitcom di Marc Cherry non arrivate al successo, rispettivamente The Crew e The Five Mrs. Buchanans.

## Personaggio
Di professione è un medico, è stato il primo marito di Bree, i due sono entrambi repubblicani, infatti si sono conosciuti a un meeting dei "Giovani Repubblicani", durante il college. Lui e Bree si sposano giovani e dopo un po' diventano genitori di due figli, Andrew e Danielle, e si stabiliscono a Wisteria Lane, al n. 4354.
Rex non è un conservatore come la moglie, è più tollerante e di mentalità più elastica, nel corso della serie appare come un uomo frustrato dalla maniacale ricerca della perfezione di Bree, infatti sono sempre in continuo contrasto, la cosa è dovuta al fatto che Rex ha apertamente ammesso che amava Bree per la donna spensierata che era un tempo, quella che "preparava toast bruciati e che beveva dal cartone del latte". Spesso Rex si dimostra insensibile nei confronti di Bree e a volte anche irriconoscente.

## Prima stagione
Rex Van de Kamp era il primo marito di Bree, padre di Andrew e Danielle.
Rex chiede a Bree il divorzio mentre la famiglia si trova a pranzo in una steakhouse, una delle rare occasioni in cui non mangiano il cibo cucinato da Bree, adducendo come motivazione che non poteva vivere in quella "pubblicità di detersivi" che era il loro matrimonio; tuttavia, in seguito si scoprirà che la causa della loro unione infelice è radicata nell'incapacità di Rex di chiedere alla moglie di dominarlo a letto. Poiché Bree non riesce a soddisfarlo sessualmente, Rex inizia una relazione con una loro vicina, la casalinga/prostituta Maisy Gibbons, ma mentre si trova a letto con lei ha un infarto. Bree viene a sapere del suo adulterio vedendo la firma di Maisy sull'elenco dell'ospedale, e lo minaccia: come risultato, Rex ha un altro infarto, e la coppia capisce che, in quel tempo che rimane loro, deve provare a convivere pacificamente. Rex e Bree scoprono che Andrew è gay, Rex si dimostra molto aperto alla cosa, al contrario della moglie.
Tuttavia, il farmacista di Fairview, George Williams, è ossessionato da Bree e tremendamente geloso della loro ritrovata armonia. La sua gelosia si spinge al punto da scambiare le medicine che Rex deve assumere per il cuore: di conseguenza, Rex soffre un terzo attacco di cuore, che lo porta alla morte. Prima di morire, però, un collega gli rivela che le medicine che sta assumendo non sono quelle prescrittegli: Rex muore convinto che sia stata Bree ad avvelenarlo, per vendicarsi di tutto quello che le aveva fatto passare, specialmente nell'ultimo anno. Nei suoi ultimi momenti in vita, scrive alla moglie un biglietto in cui le dice che la capisce, e la perdona.

## Apparizioni successive
Durante il funerale di Rex la madre lo chiude nella bara con la cravatta dell'università che Bree odia, motivo per cui gliela toglie di fronte a tutti e la sostituisce con quella di Tom Scavo. Rex viene quindi sepolto, ma deve essere riesumato a seguito delle indagini che la polizia ha iniziato sulle circostanze della sua morte, considerate sospette, con disappunto e sdegno di Bree (la quale non ha ancora visto l'ultimo messaggio del marito ed è convinta che questi sia morto per cause naturali). La donna organizza quindi un secondo funerale assieme alle amiche Lynette, Susan, Gabrielle ed Edie, ma poco prima che questo sia celebrato, le viene mostrato il foglietto di carta su cui Rex le ha scritto in punto di morte. Profondamente offesa, Bree rifiuta l'idea di essere seppellita per l'eternità accanto a un uomo che ha potuto pensare che lei arrivasse a ucciderlo, pertanto Rex viene riseppellito nella zona di minor prestigio del cimitero; nel corso degli episodi non è poi stato specificato se, dopo aver scoperto che era in realtà George Williams il responsabile della morte di suo marito, Bree abbia fatto di nuovo interrare la bara di Rex nel posto originario.
Compare in alcuni flashback del finale della seconda stagione, Ricordare: in essi si vede il momento in cui i coniugi Van de Kamp si trasferiscono a Wisteria Lane nel 1994 e fanno conoscenza con Mary Alice Young. Quando Bree cerca di costringere Mary Alice a punire suo figlio Andrew per aver rubato alcune decorazioni da giardino degli Young, Rex, imbarazzato, dice a Mary Alice, "Non siamo pazzi, lo sembriamo soltanto". In un altro flashback, ambientato nel 2001, si trova in farmacia con Bree per acquistare un prodotto che riporti al colore naturale i capelli di Danielle, che se li era tinti mori con sfumature fucsia. Entrambe le scene servono a illustrare il costante disaccordo tra Rex e Bree sul modo di educare i loro figli, e l'atteggiamento più permissivo e rilassato di Rex rispetto alla moglie. Nel secondo flashback viene mostrato anche il primo incontro tra i coniugi Van de Kamp e George.
Nell'episodio 16 della terza stagione (il n. 62 dell'intera serie), Sorprese, focalizzato principalmente sugli uomini di Wisteria Lane (Carlos Solis, Tom Scavo, Mike Delfino, e Orson Hodge), il ruolo della voce narrante, che in tutti gli altri episodi è svolto da Mary Alice Young, spetta a Rex, che, al pari di Mary Alice, parla dall'oltretomba. Commentando il fatto che Orson lo ha ormai sostituito come capofamiglia, Rex non sembra molto contento, ma afferma che egli comunque ha il tipico "sorriso dei Van de Kamp", volendo dire con questo che, non importa quanto la situazione sia spiacevole o brutta, i Van de Kamp sfoggiano sempre un sorriso untuoso e ipocrita che vuole convincere gli altri che tutto sia invece perfetto. Sebbene non sia chiaro dove sia sepolto Rex Van de Kamp, all'inizio dell'episodio appare una lapide con inciso il suo nome.
Rex appare in un altro flashback, nell'episodio speciale n°13 della quinta stagione (il centesimo episodio dell'intera serie). Bree ricorda di quando la ridicolizzò per via del suo desiderio di scrivere un libro di cucina, in quel momento il tuttofare Eli Scrubs, che stava aggiustanto il loro lavandino, ascoltò la conversazione e sul suo viso si intravede una smorfia di biasimo, come a rimarcare la mancanza di sensibilità di Rex nei confronti di Bree. Colpita dal suo atteggiamento critico, la donna decise di gettare i suoi appunti, ma dopo la morte di Rex, Bree ricevette la visita di Eli, che le riportò gli appunti che aveva trovato nell'immondizia e le consigliò di perseverare nel suo progetto.
Pur non apparendo in alcun episodio, Rex è al centro delle vicende di Bree nella seconda parte della sesta stagione. Infatti si scopre che anni prima Rex ha avuto un figlio da una donna di nome Lillian Allen, Sam; Lillian non aveva lasciato che Rex riconoscesse il bambino, che quindi era cresciuto spiando di nascosto i Van de Kamp, invidioso del lusso in cui vivevano i suoi fratellastri. Bree si ritrova coinvolta nei diabolici progetti di rivalsa del giovane Sam e alla fine il ragazzo riesce a portarle via la sua società.
Nella settima stagione fa una breve apparizione nel prologo del primo episodio, quando Mary Alice narra di quanto fosse felice la vita a Wisteria Lane prima del suo suicidio, quindi prima dell'episodio pilota. Il volto di Rex si vede poi in alcune fotografie, sempre nel primo episodio.
Nell'episodio dell'ottava stagione Amore e morte, Bree ripensa a un'occasione in cui esternò il suo disagio con Rex per un suo comportamento che la turbò, ma lui con assoluta insensibilità la derise definendola una stupida, Bree affrontò la cosa rimembrando gli insegnamenti di sua madre e mostrando a Rex un sorriso falso, ritenendo che l'unico modo per far funzionare il loro matrimonio fosse quello di controllare il marito non mostrandogli mai le sue vere emozioni.
Nell'episodio finale della serie, quando Susan Mayer lascia per sempre il quartiere, si vedono alcune delle persone morte nel corso della serie, fra cui Rex.